# Marimatha auruda
Marimatha auruda är en fjärilsart som beskrevs av William Schaus 1908. Marimatha auruda ingår i släktet Marimatha och familjen nattflyn. Inga underarter finns listade i Catalogue of Life.